# Sascha Winkel
Sascha Winkel (* 9. August 1987 in Düsseldorf) ist ein deutscher Fernseh- und Radiomoderator.

## Arbeit

### Fernsehen
Bekannt wurde er durch Moderationen beim Privatsender NRW.TV, wo er unter anderem „Innofact NRW-Trend“ moderierte und als Reporter für  die „NRW-News“ arbeitete. Im Januar 2011 wechselte er zu RTL, wo er im Studio West als Autor und Reporter arbeitet. Für die Sendungen Guten Abend RTL West, Punkt 6/9/12, RTL aktuell und RTL Nachtjournal ist er im Einsatz.

### Radio
Ab 2008 war er als Radiomoderator und Newsanchor beim NRW-Lokalradio Antenne AC tätig. Seit 2011 moderiert er in Saarbrücken für 103.7 UnserDing, das ist das Jugendradio des Saarländischen Rundfunks.  

### Events
Sascha Winkel kommt außerdem auf verschiedenen Events, Galas und Veranstaltungen zum Einsatz. Seit 2008 ist er Moderator auf den Showtrucks der Telekom Deutschland und moderiert dort unter anderem beim Liga total! Cup 2008 moderierte er auch das Rahmenprogramm der Deutschlandtour, dem größten Radrennen Deutschlands.